# Селимие (мечеть)

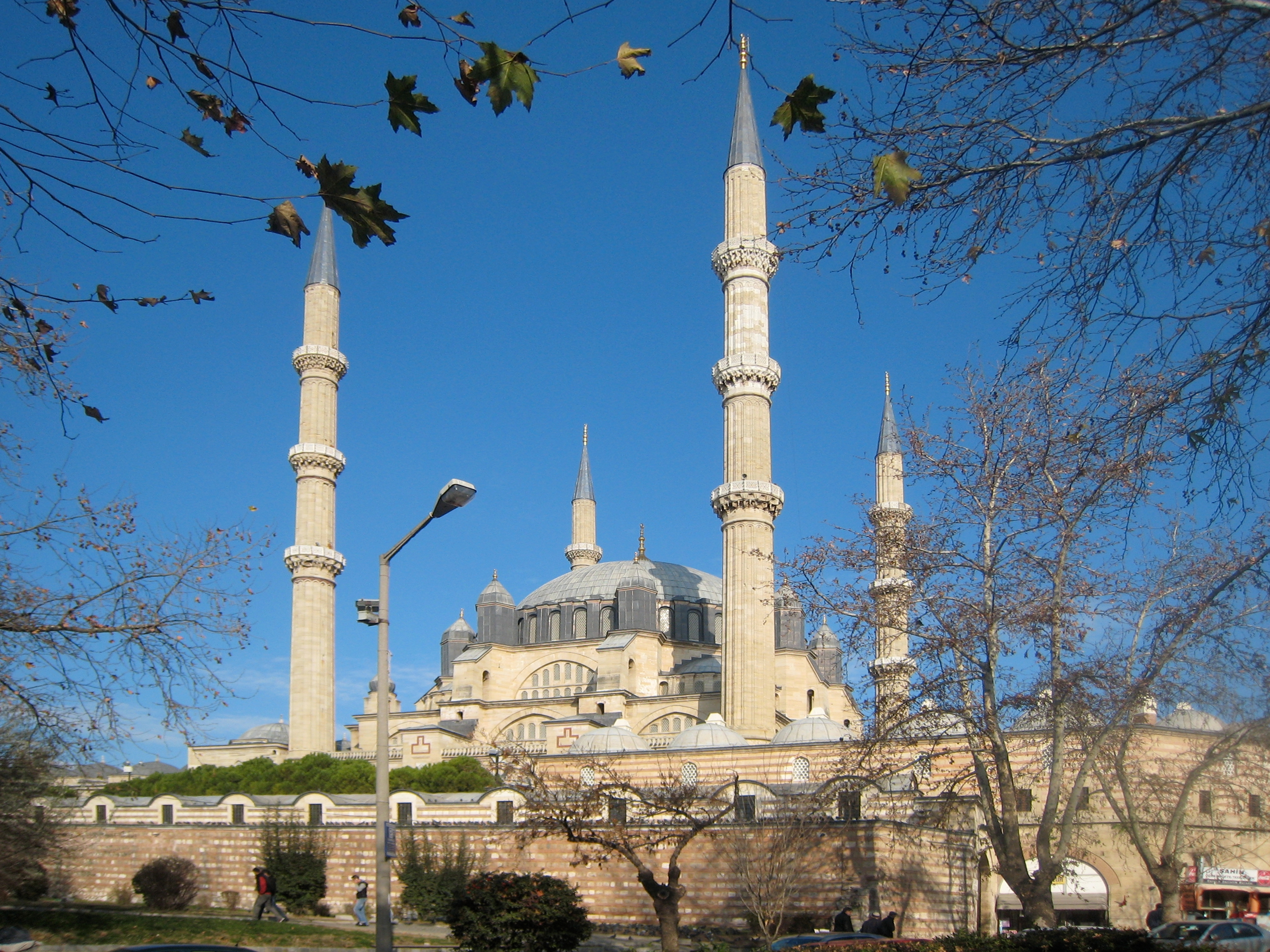
Мечеть Селимие

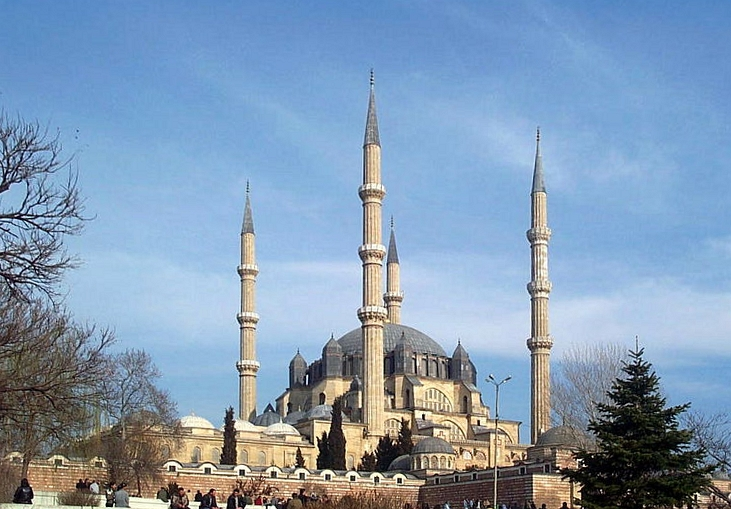
Мечеть Селимие

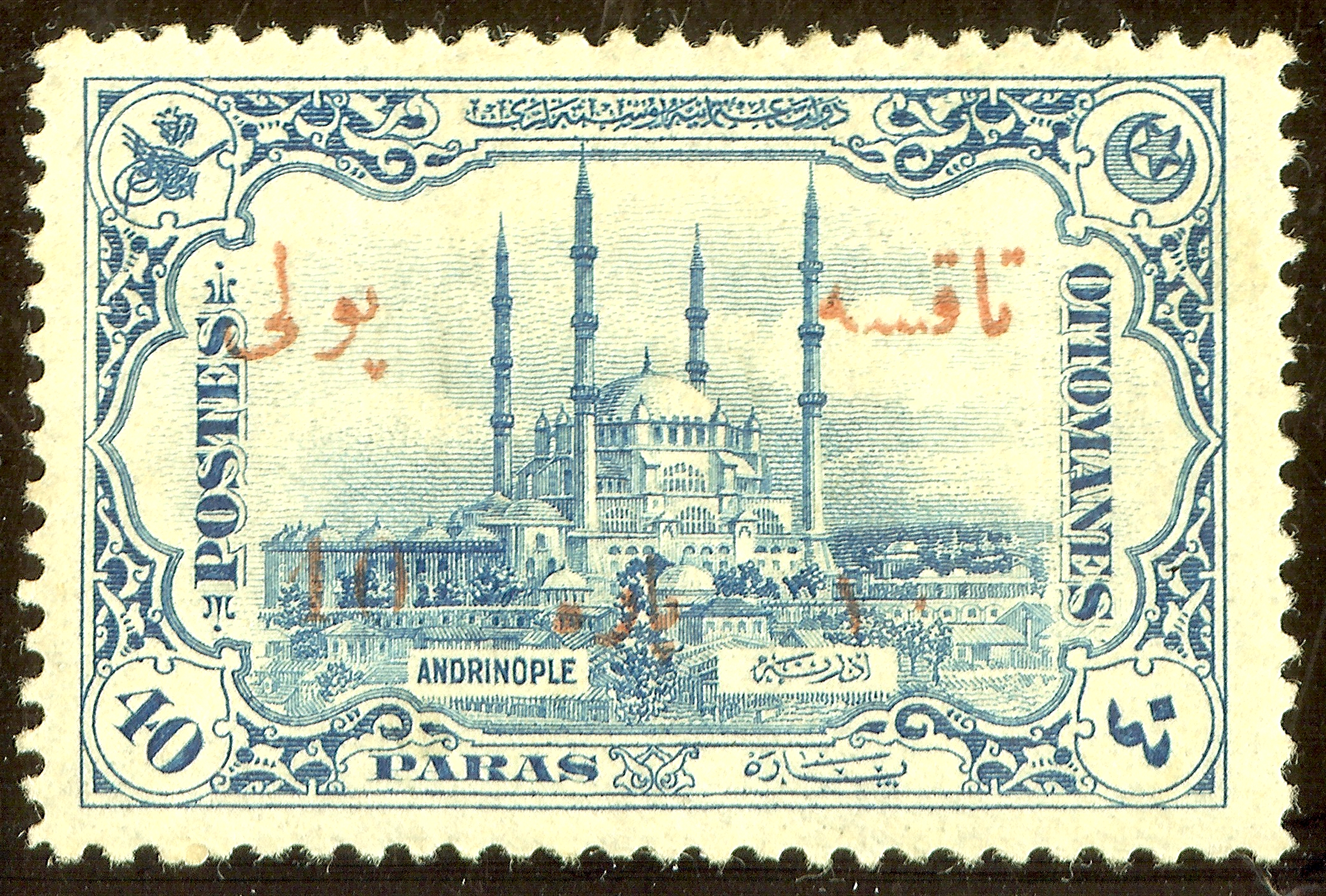
Доплатная марка Турции (1913)

Мечеть Сели́мие (тур. Selimiye Camii) — мечеть, расположенная в городе Эдирне Турция. Внесенна в список Всемирного наследия ЮНЕСКО.
Мечеть Селимие, возведённая зодчим Синаном в 1569—1575 годах, принадлежит к числу выдающихся архитектурных достижений исламской культуры и считается наиболее гармоничным храмовым комплексом страны. Двор и здание представляют не обособленные друг от друга части, а единое целое. Такой комплекс зданий называется по-турецки külliye и включает в себя больницу, школу, библиотеку и бани, расположенные вокруг мечети, а также медресе, dar-ül hadis (Дом хадисов), часовую комнату  и ряд магазинов. Сюда же входит и мечеть Байезида II (тур. İkinci Beyazıt Külliyesi), в которой сейчас расположен музей здравоохранения. Синан создал восьмиугольную систему поддержки сводов, состоящую из восьми колонн.